# Danuta Piróg
Danuta Halina Piróg – polska geograf, dr hab. nauk o Ziemi, profesor uczelni Instytutu Geografii Uniwersytetu Pedagogicznego im. Komisji Edukacji Narodowej w Krakowie.

## Życiorys
W 2003 r. obroniła pracę doktorską pt. Potrzeby i możliwości optymalizacji edukacji europejskiej w gimnazjum: (na przykładzie badań w wybranych gimnazjach województwa małopolskiego), której promotorem był prof. Sławomir Piskorz, w 2016 r. habilitowała się na podstawie pracy zatytułowanej Przechodzenie absolwentów studiów geograficznych na rynek pracy. Proces, czynniki, predykcja. Została zatrudniona na stanowisku profesora nadzwyczajnego w Instytucie Geografii na Wydziale Geograficznym i Biologicznym Uniwersytetu Pedagogicznego im. Komisji Edukacji Narodowej w Krakowie.
Jest profesorem uczelni w Instytucie Geografii Uniwersytetu Pedagogicznego im. Komisji Edukacji Narodowej w Krakowie.
Została członkiem Komitetu Nauk Geograficznych PAN i przewodniczącym Zespołu ds. Edukacji Geograficznej, Komitetu Nauk Geograficznych Polskiej Akademii Nauk.